# 王教 (弘治進士)
王敎（1481年—？年），字証敷（誕敷），四川敘州府宜賓縣人，民籍，治《詩經》，明朝政治人物。

## 生平
弘治十一年（1498年）戊午科四川鄉試第十四名舉人。弘治十八年（1505年）中式乙丑科會試第□百四十名，三甲第七十二名進士。授長沙府推官，正德十年（1515年）至嘉靖二年（1523年）任常州府知府。之后升任陕西布政司左参政。

## 家族
曾祖王允恭；祖父王綱，知縣；父王言，審理正。嫡母廖氏；嫡母田氏；生母黃氏。慈侍下。弟王叙。